# اندره بلکمن
اندره بلکمن (انگلیسی: Andre Blackman؛ زادهٔ ۱۰ نوامبر ۱۹۹۰ ورزشکار فوتبال اهل بریتانیا است.
از باشگاه‌هایی که در آن بازی کرده‌است می‌توان به باشگاه فوتبال آرسنال، باشگاه فوتبال ای‌اف‌سی ویمبلدون، باشگاه فوتبال بریستول سیتی، باشگاه فوتبال سلتیک، باشگاه فوتبال تاتنهام هاتسپر، باشگاه فوتبال پلیموث آرگیل، باشگاه فوتبال دوور اتلتیک، باشگاه فوتبال میدنهد یونایتد، باشگاه فوتبال بلکپول، و باشگاه ورزشی مغرب فاسی اشاره کرد.
وی در ۱۶ سالگی با باشگاه فوتبال پورتسموث قرارداد بست.